# ギガンデス
『ギガンデス』（GIGANDES）は、1990年にイースト・テクノロジーから発売されたアーケードゲーム。ジャンルはシューティングゲーム。同社が発売したビデオゲームの2作目の作品。

## 概要
自機を8方向レバーと2つのボタンで操作する。レバーで自機を移動、ボタンはそれぞれショットと、その方向回転に用いる。自機はほぼ球形をしており、ショットは4方向に装備が可能。パワーアップアイテムを取った方向により、ショットが装備される向きが決まる。方向回転ボタンを押すと、装備されている全ショットが時計回りに90度回転する。また、押しっ放しにするとその間、上下ショットの方向が前後にゆっくり回転し、攻撃方向が微調整できる。ショットボタンは押しっ放しでも自動的に、ある程度の速度での連射がされる。ミスをした場合はその場復活で、かつ装備は一切無くならない。ただし、面クリアすると装備は、ノーマルショット1方向のみの初期状態に戻る。
全8ステージ、1周エンド。エンディングは存在せず、8面をクリアするとゲームオーバー、ネームエントリーとなる。家庭用ゲーム機には移植されていない。
本作の開発スタッフ陣はゲーム製作については素人で、本格的なゲーム製作ははじめての経験だったという。スタッフは『R-TYPE』（アイレム）や『グラディウス』（コナミ）などをやり込んでいて、本作ではそれらの影響を受けているものの、システム的にはまったくの斬新なものができあがっている。

## ストーリー
あらゆる異次元空間に渡り、絶対的な「悪」の根源として君臨する「魔」の王者「ギガンデス」。その「ギガンデス」に封じ込められた「銀河の光」を奪回するため、スーパー・ウエポンを装備した1機の超小型戦闘機「ROUND-37」が地球基地を発進した。

## システム
8方向レバーとショット（Aボタン）・ショット方向回転（Bボタン）の2ボタンで自機「ROUND-37」を操作する。「ショットボタン」は押しっぱなしで連射が可能、「ショット方向回転ボタン」は1回押すごとに自機に装備されている砲塔が90度ずつ右回りに回転する。本作では上下前後にショットを装着できるため、上や下にショットがついているときは、「ショット方向回転ボタン」を押しっぱなしにすることで上下の砲塔が左右に向きを変え、斜め前 - 真上（真下） - 斜め後ろと45度ずつ移動し続ける。このとき任意の角度で「ショット方向チェンジボタン」を放すと、希望するショット角度に砲塔をそのまま固定できる。ただし砲塔を回転させると、再び垂直の角度に戻る。
独特なパワーアップシステムが特徴で、ウエポン・アイテム（#アイテムを参照）は、自機の装備させたい位置の方向からとると、とった位置に砲塔がつく。例えば、下方向にミサイルが欲しいときに、自機の下部がMアイテムに触れるように、上から下に向かって取るといった具合である。自機の触れた位置に何もなければ砲塔がつくが、すでに砲塔がついていた場合は、取ったアイテムの種類に換装される。
追加された砲塔も「ショット方向回転ボタン」で回るので、例えば前＝R、下＝M、後＝C、上＝Nの状態で一度ボタンを押せば、前＝N、下＝R、後＝M、上＝Cに砲塔が入れ替わる。PやWのサブアイテムも取り方は一緒で、取った方向の砲塔しかパワーアップしない。ただし、取った方向に砲塔がついていないときは自機に何も変化は起こらないが、その後にショットアイテムを取ると、武装がいきなりパワーアップしている。
パワーアップはラウンド制で、ミスをして自機を1機失ってもステージをクリアするまでパワーアップ状態は維持されるが、各ラウンド開始時にはパワーアップがリセットされて初期装備状態でゲームをはじめることになる。エクステンドは、最初は5万点、そのあとは20万点ごとに残機が1機追加される。

## アイテム
ショットアイテムは下記の4種類が存在する。同じショットは2つ以上装備できない。
N（ノーマル）
ノーマルショット。初期状態で装備されている武装と同一。これといった特徴はないが、Pをとるとデュアル・ショットにパワーアップする。
M（ミサイル）
初期状態ではあまり強くないが、Pをとってパワーアップしたときの威力は高く、3発×2連射で広範囲をフォローできるようになる。
R（レーザー）
レーザービーム。初期状態でもそこそこの威力を誇る。幅は狭いが貫通力があり、Pをとるとデュアル・レーザーになる。
C（クラッシャーボール）
取ると球体の物体が自機に装着され、ショットを押すと一定距離まで飛んで、また戻ってくる。発射すると地形を沿うように移動するため、障害物の多いステージで効力を発揮する。また、発射していない状態でも滞空していて敵機との当たり判定があり、弾は防げないが敵本体から守ってくれる。Pを取ると飛距離が伸びる。
その他に、以下のサブアイテムが存在する。
P（パワー）
パワーアップ。取った方向の装備の威力が増す。パワーアップは1段階まで。
W（ウェーブ）
特殊パワーアップ。通常、武器のパワーアップは1段階までであるが、このアイテムを取ることによりさらにパワーアップする。取った方向の装備が、波を打つように振動して発射されるようになる。
- N - 波状弾になる。デュアルも同様。
- M - ウェーブ・ミサイルとなり、2発の弾が交差しながら飛んでいく。パワーアップ状態であれば、さらにその中央に1発発射される。
- R - パワーアップの有無にかかわらず、強力なウェーブ・レーザーが発射される。
- C - 変化なし。

## ステージ
本ゲームでは、一つのラウンドを一つの話としている設定であり、各ステージは「第X話」と表記され、ステージ開始前にキャッチアップとともにサブタイトルが画面に現れる仕様となっている。
第1話 ROUND-37発進!
最初のステージはパワーアップが豊富であるが、放射状に複数の弾を飛ばす敵が多く、後方からも敵が出現し、比較的難易度は高い。洋上の潜水艦より自機が登場して、海上から市街地に侵入する。中ボスのロブスター型戦艦「ゴークライズ」との戦闘を経て、直前に「もうすぐボス」と書かれたビルをすぎた後、ボスである陸上移動要塞との戦いに移る。ボスはレーザーで攻撃してくる。
第2話 ライバル出現
背景が一変し、グロテスクな生体組織様のステージになる。スピードが速いものから何発も打ち込まないと破壊できない敵まで、さまざまなキャラクターが登場する。終盤近くでブロックのような物体の敵が進路を阻む。「ライバル」とされる丸い組織の中に立て籠もった、自機とよく似た機体をコアとするボスと戦う。
第3話 メソポタミアの悪夢
入り組んだ古代遺跡の中を、破壊不能な回転物や障害物をかわしながらボスを目指す。このステージでは細い通路が多く、砲台がひしめき合っているため、クラッシャーボールは有効な攻撃手段となる。途中、石のブロックが進路を塞いでいて、ダメージを与えると突進してくる。中ボスとして2面ボスのコアが登場する。後半はトゲ状の回転棒が何本も回転しているので、すり抜けて進んでいく。ボスは巨大即身仏で、弱点の腹部を攻撃する。
第4話 コロニーを救え 前編
宇宙面。敵の攻撃はさらに激しくなり、隕石に擬態したバリア発生機や合体する縦長砲台を破壊しながら進攻してゆく。中盤は破壊不可能な浮遊要塞が登場し、衛星から撃ってくるレーザーを交わしながら、時間切れを待つことになる。ボスは出現時は円形だが4つに分離して、画面の角からワイヤーを張り檻を構成した後、格子状にレーザーを撃って弾を吐きながら合体・分離を繰り返す。
第5話 コロニーを救え 後編
基地内での戦闘。奇妙なスクロールを見せるマップ、床の突起物が突如起き上がって攻撃してくる。時として伸びる破壊不能な回転翼、高速弾幕を大量に放ってくる敵と、難度は案外高い。ボスはドングリ形をした中型艦で、弱点は下部のコア。上部から弾をばらまいてくるが、さほど強くはない。
第6話 多々良島決戦
舞台は再び地上へ。巨大な木の根を背景としながら、顔上の障害物や植物を破壊してゆく。冒頭で回転しているモアイの首は、倒すと必ずパワーアップが入っている。クモがばらまく巣は弾を通さず、消すこともできない。中盤ではフォーメーションを見せるザコが出現し、花火のように弾を散らしてくる。ボスは卵から顔を出した三つ首龍で、それぞれ単発狙撃、3WAY、全方向炸裂弾と異なる攻撃を行ってくる。首全てを破壊しなければクリアとはならない。
第7話 地底王国ラーザン
まるでパズルのようなステージで、弾を当てると移動する石のブロックやアンモナイトを撃ちながら進んでゆく。随所に配置されたブロックのうち動かせるのは白いブロックで、ブロックはそれぞれ挙動が異なり、決まった方向から攻撃しないと動かない。さらに、白いブロックを動かすことによって、他の通常動かないブロックが連鎖的に動くこともある。ボスは巨大アンモナイト。子供アンモナイトを画面内に配置しながら体当たりを仕掛けてくる。
第8話 友よ静かに眠れ
敵拠点に突入、高速突撃艇や上下移動する破壊不能な壁、6方向レーザーを撃ってくる中ボスを破壊しながら、中枢部の巨大戦艦を殲滅する。最終ボスの巨大戦艦は接合部の赤い玉すべてを破壊すると結合し、多数のホーミングミサイルやテレポート弾で攻撃してきた後、再び赤玉モードに移行する。これを破壊すると前述のとおり、エンディング演出もスタッフロールも一切なしにゲームオーバー画面が表示され、クリアとなる。